# 三鍋義三
三鍋 義三（みなべ よしぞう、1898年（明治31年）1月25日 - 1961年（昭和36年）8月14日）は、大正から昭和期の教育者、政治家。衆議院議員。柔道7段。

## 経歴
富山県上新川郡新庄町（現富山市）で生まれる。富山中学校（現富山県立富山高等学校）を経て、1919年（大正8年）武道専門学校を卒業し、1921年（大正10年）同校研究科を修業した。
富山県立神通中学校（現富山県立富山中部高等学校）教諭に就任して1945年（昭和20年）まで在任し、柔道、野球の指導に努めた。その後、町立滑川薬業学校（現富山県立滑川高等学校）長、和合中学校長、呉羽中学校長を歴任。労働運動に加わり、呉羽中学校長在任中の1949年（昭和24年）に富山県教職員組合執行委員長に就任し、県全官公庁労働組合協議会議長も務めた。
1952年（昭和27年）10月の第25回衆議院議員総選挙で富山県第1区から左派社会党公認で出馬したが次点で落選。1953年（昭和28年）4月の第26回総選挙で初当選し、1960年（昭和35年）11月の第29回総選挙まで再選され、衆議院議員に連続4期在任した。この間、衆議院建設委員会理事、北陸開発審議会委員、日本社会党政策審議会建設副部長、同統制委員、同県連顧問、富山県勤労者福祉協会（現:富山県労働者福祉事業協会）初代会長などを務めた。1961年8月、議員在任中に死去した。